# Crisia occidentalis
Crisia occidentalis är en mossdjursart som beskrevs av Trask 1857. Crisia occidentalis ingår i släktet Crisia och familjen Crisiidae. Inga underarter finns listade i Catalogue of Life.